# رنگین‌کمان ماهی پارکینسون
رنگین‌کمان ماهی پارکینسون (Melanotaenia parkinsoni)، که بنام رنگین‌کمان ماهی نارنجی نیز شناخته می‌شود، گونه‌ای از رنگین‌کمان ماهی‌های زیر خانواده (Melanotaeniinae) است. این گونه بومی دریاچه‌های غربی پاپوآ گینه نو، به ویژه رودخانه کمپ ولز و خلیج میلن است.